# Kartäuserkirche (Köln)

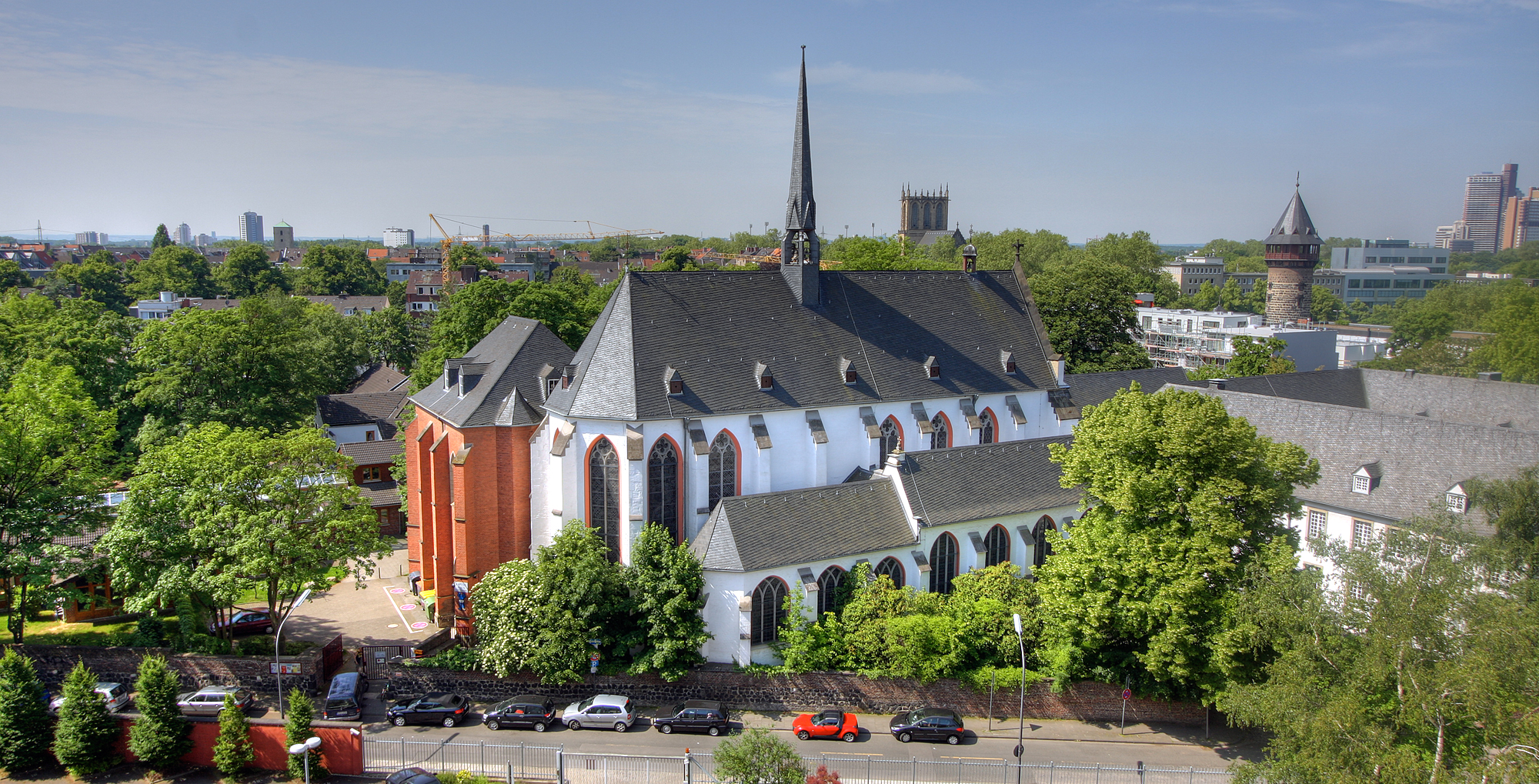
Kartäuserkirche in Köln

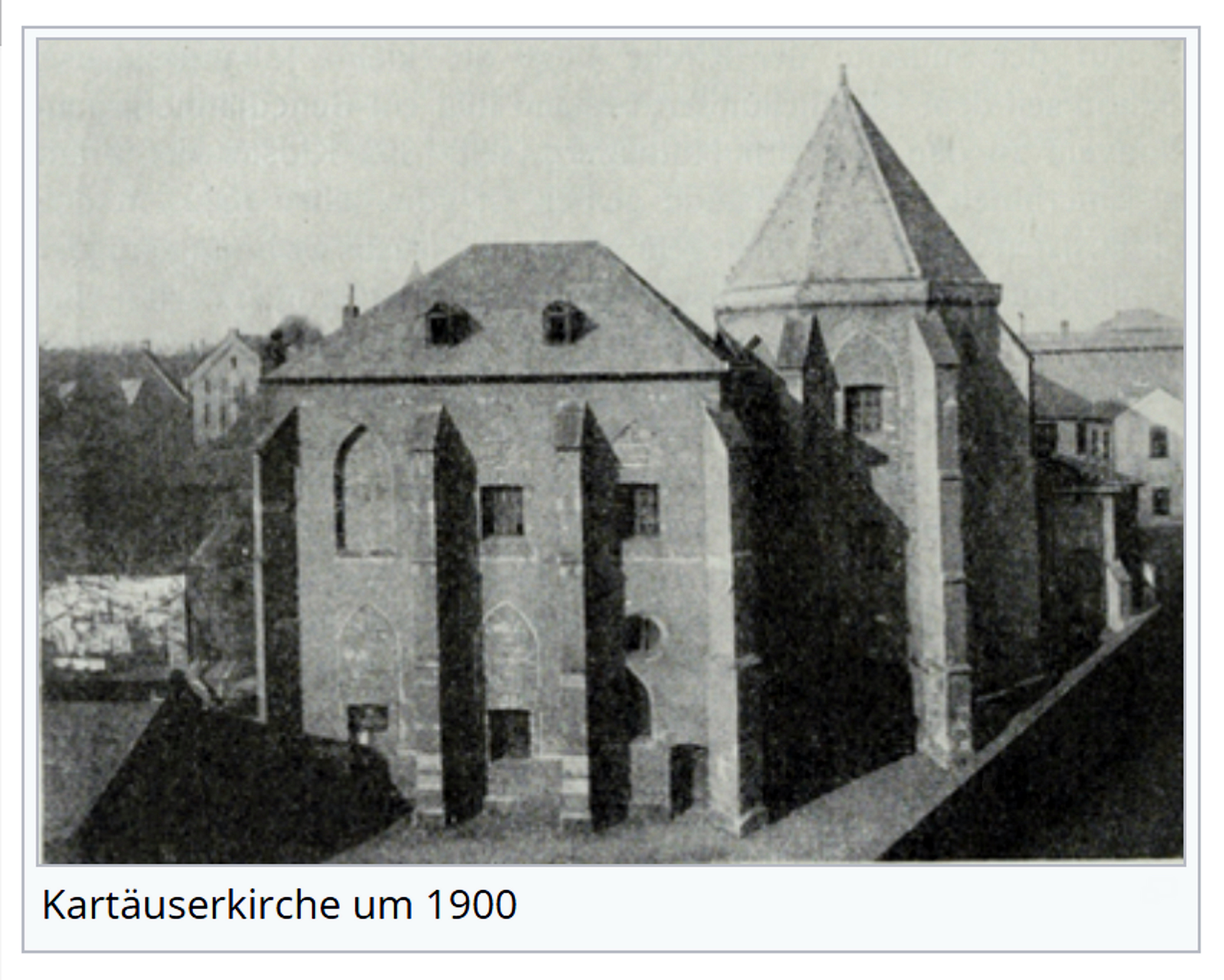
Kapitelhaus und Kartäuserkirche im profaniertem Zustand (um 1900)

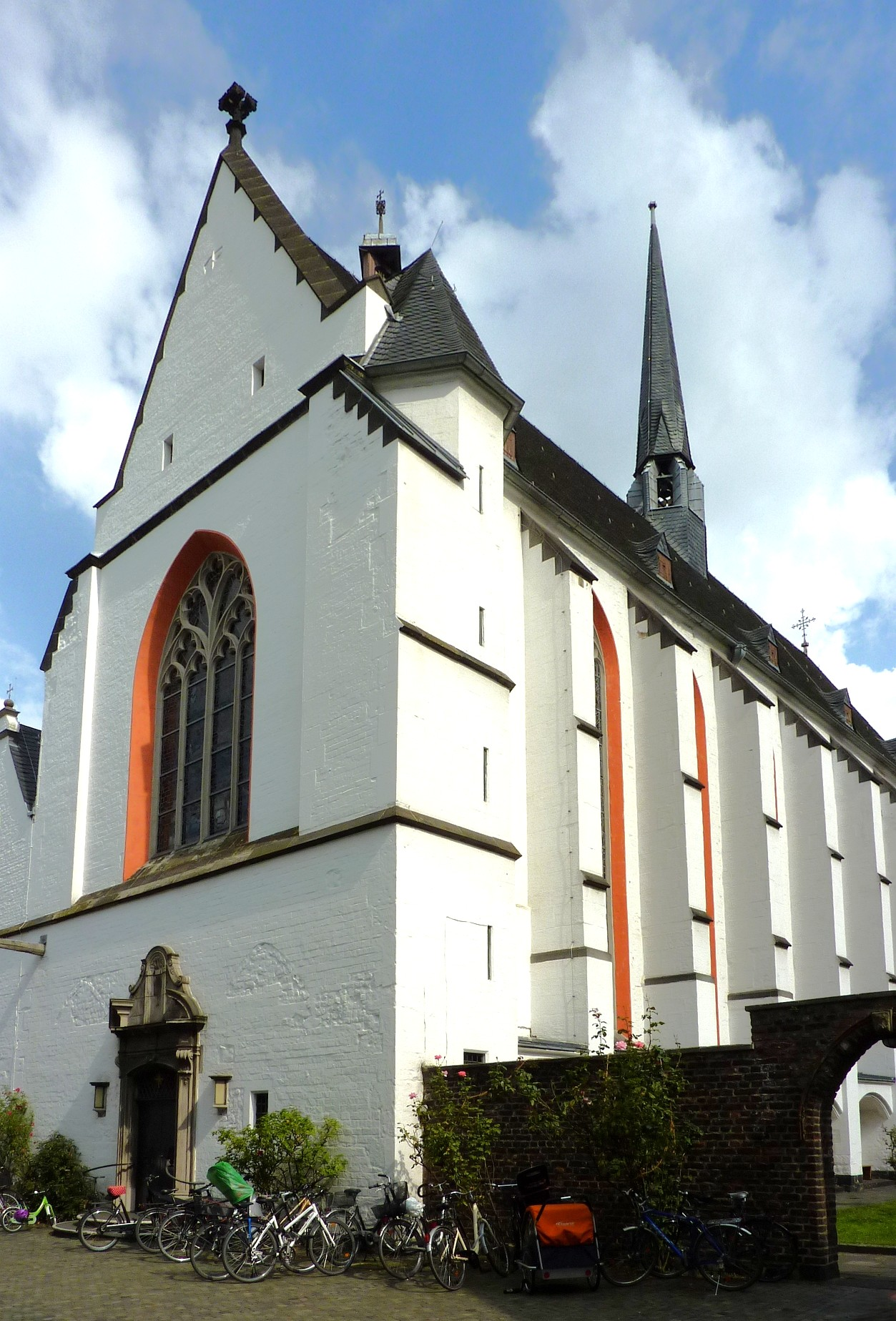
Kartäuserkirche von Westen mit Portal zum Innenhof

Die Kartäuserkirche ist die Kirche des ehemaligen, 1334 gegründeten Kartäuserklosters in Köln, der Kölner Kartause. Die Kirche dient heute der Evangelischen Gemeinde Köln als Gemeindekirche.

## Geschichte und Architektur

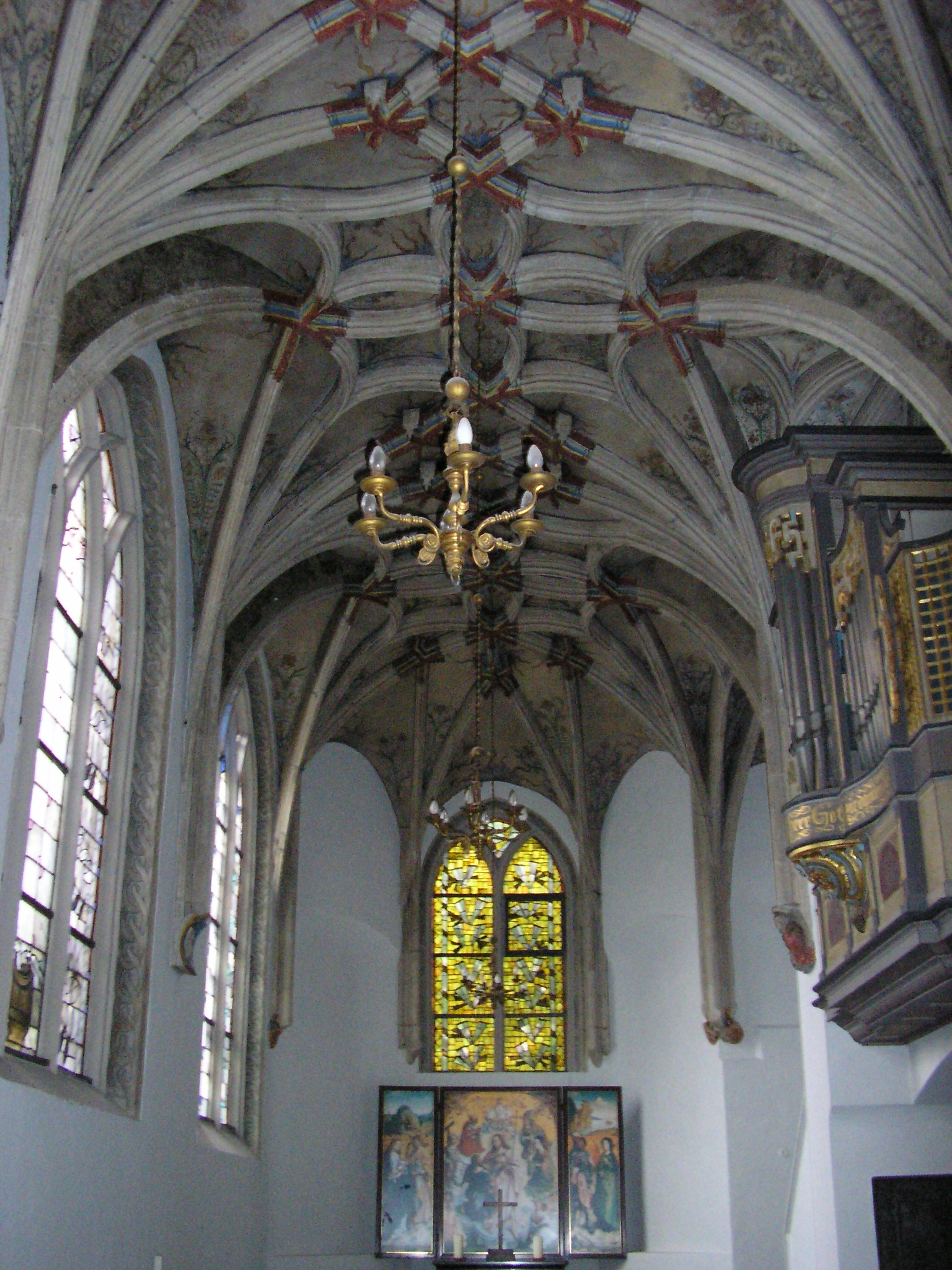
Neue Sakristei mit Thomasaltar und dem gelb leuchtenden Goldglasfenster von Charles Crodel

Die einschiffige siebenjochige Kirche mit Kreuzrippengewölben und polygonaler Apsis wurde ab der Mitte des 14. Jahrhunderts bis 1393 (Hochaltarweihe) in schlichten gotischen Formen errichtet. 1425/27 ließen wohlhabende Stifter die Engel- und die Marienkapelle an der Nordseite der Kirche bauen. 1510 erweiterte der Konvent die ebenfalls nördlich gelegene Sakristei des 14. Jahrhunderts. Ein Lettner, der Anfang des 19. Jahrhunderts abgebrochen wurde, teilte den Kirchenraum in einen Kleriker- und einen Laienbruderteil. Das wohlhabende Kölner Bürgertum stiftete große Teile der umfangreichen Ausstattung, die zu den wertvollsten in Köln gehörte. Sie ist in Resten in Kölner und europäischen Museen erhalten. Die Kirche trug im Gegensatz zum sonst bei Kartäuserkirchen üblichen Marienpatrozinium das Patrozinium der hl. Barbara nach einem Vorgängerbau.
Anfang des 18. Jahrhunderts wurde die Kirche mit einer reichen Rokoko-Malerei dekoriert (von dieser existiert noch eine Kartusche an der Südwand). Diese wird nach dem Zweiten Weltkrieg nicht wiederhergestellt, um den „romanischen Gesamteindruck“ des Innenraumes wiederzuerlangen. Mitte des Jahrhunderts entstehen die Barockbauten des Klosters und die barocken Eingangstore. 1794 lösten die Franzosen das Kloster als erstes in Köln auf. Die Kirche wurde profaniert und zum Lagerraum des französischen, ab 1815 preußischen Militärlazaretts. Diese Funktion besaß der Kirchenbau bis Anfang 1920.

### Kirchenbau
1923 wurden die Kirche und Teile des ehemaligen Klosters der Evangelischen Gemeinde Köln als Ersatz für die Pantaleonskirche übereignet. Ab 16. September 1928 diente der restaurierte Bau wieder als Gotteshaus, nunmehr für die Evangelischen.
1945 zerstörten Bomben weite Teile der gesamten Anlage schwer. Die Kirche wurde stark beschädigt, das Kapitelhaus völlig zerstört, die Überreste der Kreuzgänge lagen in Schutt und Asche und vom Brüdergebäude blieben nur die Außenmauern stehen. Die Wiederherstellungsarbeiten der Kirche erfolgten 1946–53 unter Leitung des Kölner Architekten (Johann) Georg Eberlein (1889–1966); sie stellten bewusst den gotischen Zustand der Erbauungszeit wieder her und beseitigten größtenteils die Spuren späterer, insbesondere barocker Veränderungen. So entstand ein schlichter, nur durch die Architektur wirksamer evangelischer Predigtraum, der das in der Kirchenarchitektur dieser Zeit verfolgte Ziel der Reduktion deutlich veranschaulicht.
Die beiden Künstler Gerhard Marcks und Charles Crodel, die seit 1920 befreundet waren und 1927–33 gemeinsam an der Kunstgewerbeschule Burg Giebichenstein (Halle/Saale) tätig waren, sind im Wesentlichen für die Ausstattung des Kirchenraumes (1953–59) verantwortlich.
Das Gesamtbild des Kircheninnenraums und der Engel- und der Marienkapelle an der Nordseite prägen die 23 Farbglasfenster von Charles Crodel (u. a. mit dem Bild des letzten Weinstockes des Kartäusergartens). Verwendet wurden besondere Glassorten, darunter Goldglas, das nur August Wagner in Berlin herzustellen vermochte.
Den Altartisch mit Kreuz und Kerzenhaltern, den Taufständer, die Kanzel sowie die Kirchenbänke entwarf Gerhard Marcks. Die Kirche stellt insgesamt – zusammen mit der zurückhaltenden Farbgebung – einen wichtigen und typischen Kirchenraum im Zeitgeist der 1950er Jahre dar und bindet den historischen Bestand in Lichtführung und Bildlichkeit ein. Crodels Achsfenster mündet oben in die Darstellung der Auferstehung. Engel- und Marienkapelle weisen hervorragende Bauplastik in den Gewölbekonsolen auf. Die Decken dieser beiden Kapellen zeigen schöne florale Malereien der Erbauungszeit, in der Marienkapelle 1950 rekonstruiert.
Seit 2011 befindet sich im Altarbereich das Triptychon „Die Heilige Familie“ des Kölner Malers Jürgen Hans Grümmer aus den Jahren 1988 bis 1990. Diese Leinwandarbeit lädt den Betrachter immer zu einer Entdeckungsreise in die Menschheitsgeschichte ein, von der Entstehung der Welt bis in die Gegenwart des 20. Jahrhunderts und den Lebensalltag des Kölner Severinsviertel. In seiner Bild- und Symbolsprache tiefgründig, kenntnisreich und mitunter fast rätselhaft verschlüsselt, stellt der Maler zahlreiche historische und zeitgeschichtliche Szenen in einen biblischen Kontext. Jürgen Hans Grümmer lebte viele Jahrzehnte in der Kölner Südstadt und nutzte in den 1990er Jahren den Kapitelsaal der Kartäuserkirche als Atelierraum. Hier entstand auch „Die Heilige Familie“, mit Vater, Mutter, Kind, so wie Jürgen Hans Grümmer sie in seinem „Veedel“ erlebte. „Die heilige Familie“ ebenso wie das Diptychon „Karfreitag in der Severinstraße“, ebenfalls aus dem Jahr 1990 und in der nahegelegenen St. Severin zu sehen, gehören zu den wichtigsten Spätwerken des Malers Jürgen Hans Grümmer.

### Kapitelhaus

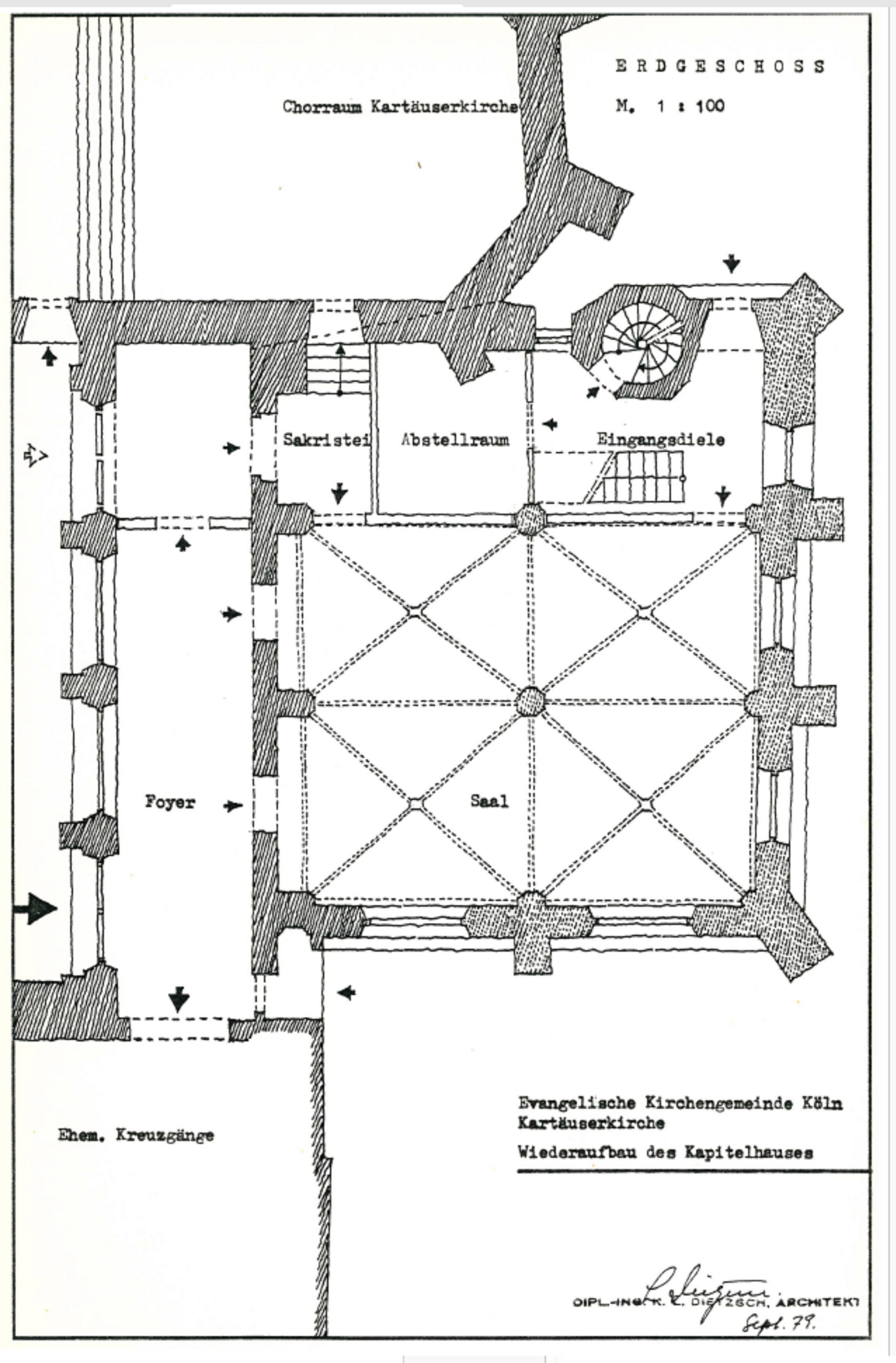
Erdgeschossplan des Architekten Karl-Lothar Dietzsch (1979)

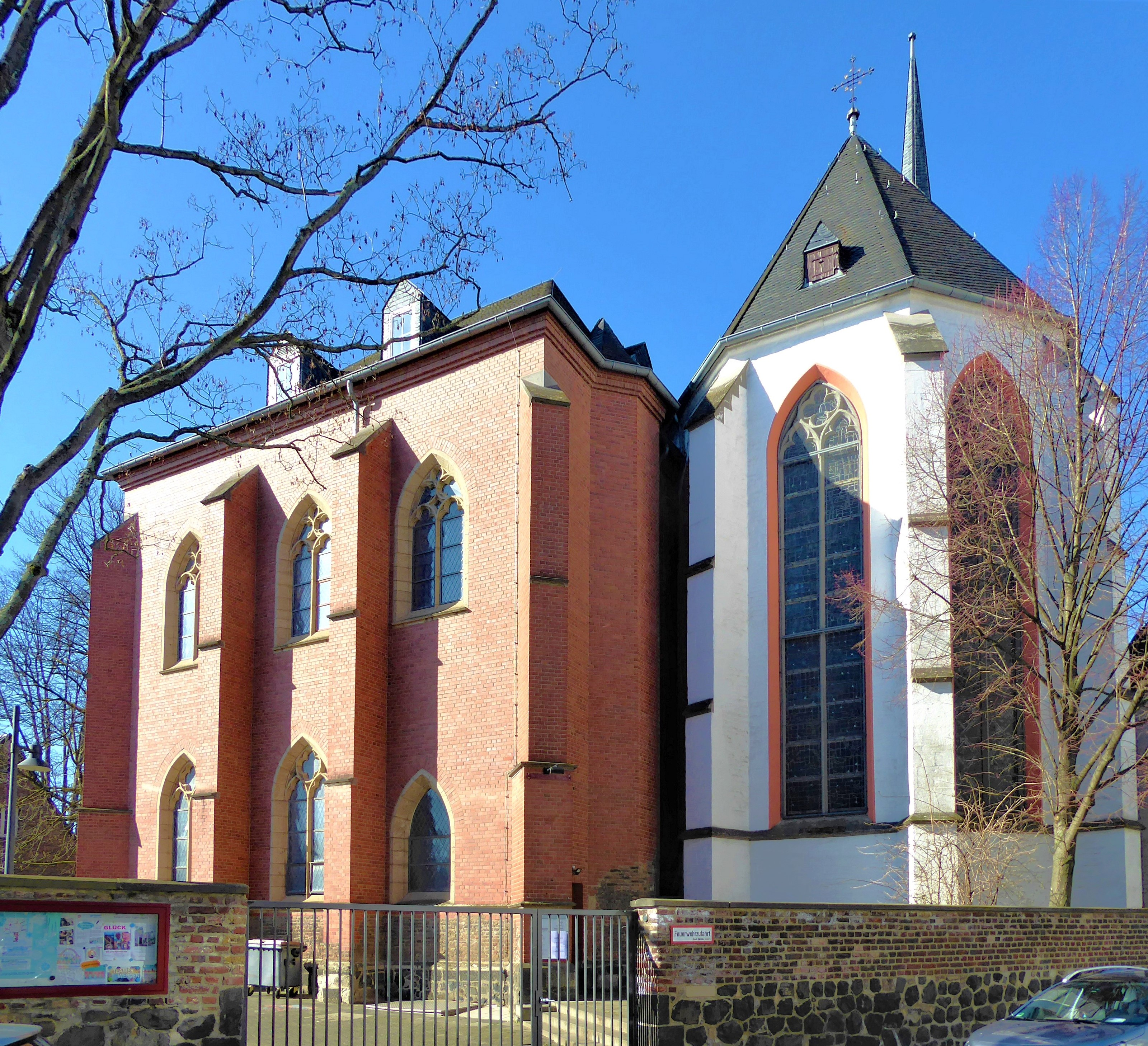
Das wiederaufgebaute Kapitelhaus neben dem Chor der Kartäuserkirche (2021)

Auch das dem Innenhof vorgelagerte Kapitelhaus, das sich an die südliche Chorraumseite der Kirche anlehnte, wurde im Zweiten Weltkrieg zerstört, aber nicht wiederaufgebaut. Erhalten waren im Juni 1979, als die Gemeinde Räume für die Jugendarbeit benötigte, lediglich die Fundamente, die Sockelmauern der Außenwände und die Wendeltreppe bis zur Brüstungshöhe des Erdgeschosses sowie die Westwand bis in das 1. Obergeschoss. Die ruinösen Reste, zusammen mit der Fotodokumentation, erlaubten eine Rekonstruktion des Baukörpers in seiner äußeren historischen Erscheinung. In Abstimmung mit dem Landeskonservator (Rheinland) war man sich mit dem Kölner Architekten Karl-Lothar Dietzsch einig, die äußere Gestalt des Bauwerks zu rekonstruieren, das innere Raumvolumen sollte jedoch unter organisatorischen und wirtschaftlichen Gesichtspunkten dem Nutzungsprogramm der Kirchengemeinde folgen. Die neu geplanten Nutzflächen im Erdgeschoss wurden in den bestehenden Kreuzgang einbezogen, wobei insgesamt pseudohistorische Maßnahmen auf jeden Fall zu vermeiden waren.
Mit den Bauarbeiten wurde 1982 begonnen. Die Einweihung des Gebäudes, das für 1,69 Mio. DM wiedererrichtet wurde, fand Mitte November 1984 im Kapitelsaal statt, den Festvortrag hielt Stadtkonservatorin Hiltrud Kier.
Die ausgeführte Rekonstruktion des Kapitelhauses zeigt, analog zur Ansicht von Anton Woensam von 1531 deutlich den Charakter eines Anbaus, der mit Chor und Kreuzgang erschließungstechnisch verbunden ist. Die Eigenständigkeit des Gebäudes wird darüber hinaus durch den Gegensatz von hellrotem Ziegel zum weißen Verputz der Kirche betont.

## Orgel
Nach der Wiederherstellung der Kirche erbaute der Orgelbauer Willi Peter (Köln) in den Jahren 1954/1960 eine neobarocke Orgel, unter maßgeblicher Mitwirkung des Professors für Kirchenmusik an der Kölner Musikhochschule, Hans Klotz, einem der renommiertesten Orgelfachleute seiner Zeit. Das Instrument hat so einen eigenen Stil, unabhängig von allen damaligen Standards. Der wohl berühmteste Organist, der ein Konzert auf der Orgel spielte, ist Marcel Dupré, der am 8. November 1961 unter anderem sein Stück Cortège et Litanie darbot.
Im Sommer 2011 wurde die Orgel umfänglich für 120.000 € restauriert und mit einem Glockenspiel sowie einer elektronischen (4000-fachen) Setzeranlage ausgestattet. Die Fertigstellung wurde am Sonntag, 6. November 2011, mit einem Festgottesdienst gefeiert. Das Instrument hat 45 Register auf drei Manualwerken und Pedal. Der Spieltisch der (Haupt-)Orgel enthält ein viertes Manual, von dem sich die Chororgel anspielen lässt.
| II Hauptwerk C–a3 |         |
| Prinzipal         | 08′     |
| Rohrflöte         | 08′     |
| Spitzgambe        | 08′     |
| Oktave            | 04′     |
| Kleingedackt      | 04′     |
| Nasat             | 02 ⁄3′  |
| Superoktave       | 02′     |
| Terz              | 01 3⁄5′ |
| Sifflet           | 01′     |
| Mixtur IV         | 02′     |
| Zimbel IV         | 02 ⁄3′  |
| Bassonschalmei 0  | 16′     |
| Trompete          | 08′     |
| Glockenspiel      |         |

| I Positiv C–a3    |       |
| Gedackt           | 8′    |
| Quintadena        | 8′    |
| Praestant         | 4′    |
| Rohrflöte         | 4′    |
| Oktave            | 2′    |
| Waldflöte         | 2′    |
| Scharf IV         | 1′    |
| Sesquialtera II 0 |       |
| Quintflöte        | 1 ⁄3′ |
| None              | 8⁄9′  |
| Krummhorn         | 8′    |
| Tremulant         |       |

| III Schwellwerk C–a3 |        |
| Stillgedackt         | 16′    |
| Prinzipal            | 08′    |
| Metallgedackt        | 08′    |
| Oktave               | 04′    |
| Nachthorn            | 04′    |
| Spillpfeife          | 02′    |
| Mixtur IV            | 01 ⁄3′ |
| Rauschzimbel III     | 02⁄3′  |
| Trompete             | 08′    |
| Vox humana           | 08′    |
| Schalmei             | 04′    |
| Tremulant            |        |

| Pedalwerk C–g1  |        |
| Prinzipal       | 16′    |
| Subbaß          | 16′    |
| Oktavbaß        | 08′    |
| Violflöte       | 08′    |
| Choralbaß       | 04′    |
| Nachthorn       | 02′    |
| Rauschpfeife IV | 02 ⁄3′ |
| Posaune         | 16′    |
| Baßtrompete     | 08′    |
| Clairon         | 04′    |

| IV Chororgel C–   |    |
| Gedackt           | 8′ |
| Gemshorn          | 8′ |
| Schwebung         | 8′ |
| Prinzipal         | 4′ |
| Flöte             | 4′ |
| Sesquialtera II 0 |    |
| Rohrflöte         | 2′ |
| Mixtur III        | 1′ |

| Pedal Chororgel C– |     |
| Pommer             | 16′ |
| Gedacktflöte       | 04′ |

- Koppeln: Pos/HW, SW/HW, CO/HW, SW/POS, HW/P, POS/P, SW/P, CO/P

## Glocken
Eine Besonderheit stellen die beiden Dachreiter dar. In dem Größeren mit Spitzhelm hängen die drei größeren Glocken. Der andere Dachreiter trägt weithin sichtbar die kleinste Glocke. Sie ist zum täglichen Mittagsläuten um 12 Uhr zu hören. Alle vier Glocken sind im Jahre 1954 von der Glockengießerei Rincker in Sinn gegossen worden.
| Nr. | Name             | Schlagton (HT-1/16) | Ø (mm) | Masse (kg) | Inschrift (Schulter, einzeilig, in Versalien)                                             |
| 1   | Abendmahlsglocke | d2 ±0               | 643    | 151,5      | DAS BLUT JESU CHRISTI, DES SOHNES GOTTES, MACHT UNS REIN VON ALLER SÜNDE. + 1. JOH. 1,7 + |
| 2   | Taufglocke       | f2 +2               | 540    | 86,5       | WER DA GLAUBET UND GETAUFT WIRD, DER WIRD SELIG WERDEN + MARK. 16,16 +                    |
| 3   | Kasualienglocke  | g2 +1               | 477    | 58,5       | HERR, HÖRE UND SEI MIR GNÄDIG UND HERR, SEI MEIN HELFER + PSALM 30,11 +                   |
| 4   | Betglocke        | a2                  | 429    | 44,5       | HALTET AN AM GEBET + RÖM. 12,12 +                                                         |

## Trivia
Die Kirche und Außenanlagen sind Drehort für die ZDF-Fernsehserie Herzensbrecher – Vater von vier Söhnen gewesen, ebenso für die Pastewka-Episode Ein Engel für alle Fälle.